# Die Firma (gruppo musicale hip hop)
Die Firma è un gruppo musicale hip hop tedesco, fondato nel 1996 a Colonia. Gruppo di moderato successo, nel tempo è passato da rime politiche ad un atteggiamento maggiormente commerciale.

## Formazione
- Tatwaffe (Alexander Tarboven) - Rapper
- Def Benski Obiwahn (Ben Hartung) - Rapper
- Fader Gladiator (Daniel Sluga) - DJ & Beats

## Discografia

### Album
- 1998 - Spiel des Lebens
- 1999 - Das Zweite Kapitel
- 2002 - Das Dritte Auge
- 2005 - Krieg und Frieden
- 2007: Goldene Zeiten
- 2009: Gesammelte Werke

### Singoli
- 1998 - Für die Straßen (solo promo, con Plattenpapzt)
- 1999 - Scheiß auf die Hookline
- 1999 - Kap der guten Hoffnung
- 1999 - Das neue Jahrtausend
- 2002 - Hör ma
- 2002 - Strassenfest
- 2003 - Kein Ende in Sicht
- 2005 - Die Eine 2005
- 2005 - Spiel des Lebens
- 2007: Glücksprinzip
- 2007: Wunder
- 2007: Wunschzettel (feat. CJ Taylor)
- 2008: Scheiss auf die Hookline II

### Juice Exclusives!
- 2007: Die Firma 3.0 (CD #78)

## Videografia
- 2002 - Die Firma - Das dritte Auge (DVD edizione limitata)